# (2503) Liaoning
(2503) Liaoning est un astéroïde de la ceinture principale.

## Description
(2503) Liaoning est un astéroïde de la ceinture principale. Il fut découvert le 16 octobre 1965 à Nanking par l'observatoire de la Montagne Pourpre. Il présente une orbite caractérisée par un demi-grand axe de 2,19 UA, une excentricité de 0,21 et une inclinaison de 7,1° par rapport à l'écliptique.

## Compléments